# Тримбл (Огайо)
Тримбл (англ. Trimble) — селище (англ. village) в США, в окрузі Афіни штату Огайо. Населення — 329 осіб (2020).

## Географія
Тримбл розташований за координатами 39°29′9″ пн. ш. 82°4′54″ зх. д. / 39.48583° пн. ш. 82.08167° зх. д. (39.485888, -82.081672).  За даними Бюро перепису населення США в 2010 році селище мало площу 1,74 км², з яких 1,72 км² — суходіл та 0,03 км² — водойми.

## Демографія
Згідно з переписом 2010 року, у селищі мешкало 390 осіб у 145 домогосподарствах у складі 103 родин. Густота населення становила 224 особи/км².  Було 171 помешкання (98/км²).
Расовий склад населення:
| - 97,4 % — білих - 0,3 % — корінних американців |

До двох чи більше рас належало 2,3 %. Частка іспаномовних становила 0,0 % від усіх жителів.
За віковим діапазоном населення розподілялося таким чином: 22,8 % — особи молодші 18 років, 61,3 % — особи у віці 18—64 років, 15,9 % — особи у віці 65 років та старші. Медіана віку мешканця становила 39,5 року. На 100 осіб жіночої статі у селищі припадало 109,7 чоловіків;  на 100 жінок у віці від 18 років та старших — 104,8 чоловіків також старших 18 років.
Середній дохід на одне домашнє господарство  становив 34 332 долари США (медіана — 25 288), а середній дохід на одну сім'ю — 41 637 доларів (медіана — 27 143). Медіана доходів становила 30 417 доларів для чоловіків та 28 403 долари для жінок. За межею бідності перебувало 43,5 % осіб, у тому числі 59,8 % дітей у віці до 18 років та 29,1 % осіб у віці 65 років та старших.
Цивільне працевлаштоване населення становило 130 осіб. Основні галузі зайнятості: освіта, охорона здоров'я та соціальна допомога — 49,2 %, роздрібна торгівля — 17,7 %, виробництво — 10,0 %, мистецтво, розваги та відпочинок — 6,9 %.